# 将棋のアマチュア棋戦
将棋のアマチュア棋戦（しょうぎのアマチュアきせん、アマチュアの将棋大会）について説明する。

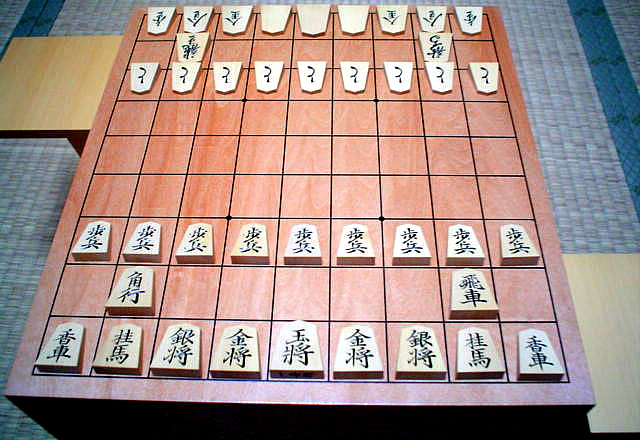
将棋

## 概要

### 参加資格
- （プロの）棋士、女流棋士、新進棋士奨励会員、指導棋士を除く選手が参加できる[1]。
- 奨励会を退会した者は退会後一定期間（奨励会の場合、段位者は1年間、級位者は制限なし）が経過しないとアマチュア棋戦には参加できない（アマチュア復帰規定）[1]。

## 主要なオープン棋戦（個人戦）
上記の参加資格を満たすものは誰でも参加できる棋戦である。
オープン棋戦のうち下表の6大会の優勝者（支部名人戦の場合は東西決戦の勝者）は、優勝から1年以内に希望すれば奨励会三段リーグ編入試験を受験できる（2007年からの制度）  。
また、22歳以下で下表6大会および学生名人戦、学生王将戦で優勝または準優勝した者は、奨励会の初段受験ができる（1997年からの制度）。
また、参加の権利を得たプロ棋戦でプロを相手に相当の活躍をすれば、プロ編入の道がある。
主要な個人戦6大会
| 大会名                         | 優勝者の称号（通称） | 決勝  | プロ棋戦への参加            |
| ------------------------------ | -------------------- | ----- | --------------------------- |
| アマチュア竜王戦               | アマ竜王             | 6月   | 竜王戦6組出場4名            |
| 全日本アマチュア将棋名人戦     | アマ名人             | 9月   | 棋王戦出場1名               |
| 全国アマチュア王将位大会       | アマ王将             | 12月  | 銀河戦出場2名               |
| 全国支部将棋対抗戦・個人戦     | 支部名人             | 4-5月 |                             |
| 朝日アマ将棋名人戦             | 朝日アマ名人         | 5-6月 | 朝日杯将棋オープン戦出場9名 |
| しんぶん赤旗全国囲碁・将棋大会 | 赤旗名人             | 11月  | 新人王戦出場1名             |

これら6大会の歴代優勝者は、末尾の主要な個人戦の歴代優勝者一覧 を参照。

### アマチュア竜王戦
読売新聞社・日本将棋連盟共催の大会。タイトル戦「竜王戦」の発足を受け、「読売アマ将棋日本一決定戦」（1978年-1987年）を発展させる形で、第1回が1988年6月に行われた。「アマ日本一戦」は東京と大阪のみの予選であったが、「アマ竜王戦」では47都道府県ごとに予選を行う形式となった。全国大会のベスト4以上はプロ棋戦である次期竜王戦の6組への出場資格を得る。
例年1月から5月にかけて都道府県単位で予選が行われ、6月に都道府県代表54名（東京は3名、北海道・埼玉・神奈川・愛知・大阪は2名）と招待選手2名（第31回以降は前回大会の優勝者と準優勝者。第30期以前は前回優勝者と外国人招待選手）による全国大会が行われる。全国大会の予選リーグはアマ名人戦同様、14組4名ずつによる2勝勝ち抜き制となる。ただし3回戦は同一ブロックではなく、1勝1敗となった全員を再度抽選して対戦相手を決める。
優勝1回でアマ七段、第19回以降の大会での優勝通算3回でアマ八段が授与される。
2005年の第18回大会ではコンピュータソフトの「激指」が招待選手として出場した。
2020年・2021年は新型コロナウイルス感染拡大防止のため、大会自体が中止となったが、ただし2021年については代替大会として「2021アマチュア竜王戦特別大会　-35期竜王戦出場者決定戦-」として、直近5大会でのベスト4進出者および主催者推薦により選ばれた16名が参加して行われた（ベスト4進出者が竜王戦6組ランキング戦に出場する）。

### 全日本アマチュア名人戦
日本将棋連盟主催、全国地方新聞社後援、共同通信社協賛で行われる大会。全国大会の優勝者は棋王戦コナミグループ杯予選への出場資格を得る。また、プロ名人と記念対局を行う（プロ名人の角落ち）。
例年1月から6月にかけて都道府県単位で予選が行われ（東京は3名、北海道・愛知・大阪などは2名の代表が選出される）、8月ないし9月に予選勝ち抜き者と前年度のアマ名人などによる64名で全国大会が行われる。全国大会は4名ずつ16ブロックに分かれた予選リーグと決勝トーナメントからなる。予選リーグは2勝勝ち抜き制で、
1. 1回戦として2名ずつが対局。
2. 2回戦として1回戦の勝者同士、敗者同士が対局。2連勝した者は勝ち抜け、2連敗した者は予選敗退。
3. 3回戦として2回戦で1勝1敗になった者同士が対局。勝者が勝ち抜け。

という形で行われる。
2020年は新型コロナウイルスの影響で中止。
優勝1回でアマ六段、優勝3回でアマ七段が授与される。

### 全国アマチュア王将位大会
日本将棋連盟主催、囲碁・将棋チャンネル後援の大会。全国大会の優勝者と準優勝者はプロの公式棋戦銀河戦本戦（ブロックトーナメント）への出場資格を得る。
例年9月から10月にかけて地区単位で予選が行われる。この予選は他のアマチュア大会と異なり、居住地による出場地区の縛りがないため、参加者にその意思があれば予選を通過しない限り1人で全ての地区予選に参加することも認められている。12月に予選勝ち抜き者と招待選手（前年度の優勝者、他大会の優勝者）21名による全国大会が行われる。全国大会の予選は前年度の優勝者を除く20名で行われ、
1. 1回戦10対局
2. 2回戦として1回戦の敗者同士の5対局

の勝ち抜き者と前年度の優勝者の16名による決勝トーナメントが行われる。
以前は毎日新聞が共催していた。

### 全国支部将棋対抗戦個人戦（支部名人戦）
日本将棋連盟主催の大会。
参加できるのは、同連盟の支部会員および個人会員のみ。支部会員は所属支部のある都道府県予選、個人会員は居住地の都道府県予選に出場できる。最初に地区大会を行う都道府県もある。東地区代表と西地区代表の1名ずつが対戦（例年4月ないし5月）し、勝者が「支部名人」となる。第33期竜王戦までは「支部名人」に竜王戦6組への出場推薦枠が設けられていた。

### 朝日アマチュア将棋名人戦（朝日アマ名人戦）
朝日新聞社主催の大会。例年9月から12月にかけて全国各地区での予選が行われ、予選を勝ち抜いた32名によって翌年3月に決勝トーナメントが行われる。優勝者にはアマ六段が授与される。全国大会ベスト8進出者と朝日アマ名人（前年度）の9名は朝日杯将棋オープン戦の一次予選への出場資格を得る。
主要なアマチュア棋戦では唯一の「タイトルマッチ形式」を採用している。全国大会の優勝者は挑戦者として、前年度朝日アマ名人と「三番勝負」を戦い、2勝した者がアマチュアタイトル「朝日アマ将棋名人」を獲得する。このため、32名による全国大会は「第○回大会」、三番勝負は「第○期三番勝負」として表記され、三番勝負の勝者を「第○期朝日アマ将棋名人」と呼称する。挑戦手合制のため、朝日アマ名人戦では連覇が発生しやすいという特徴がある。
朝日アマ名人のうち、第28期名人（2005年）の吉田正和および第37期名人（2014年）の今泉健司の二人は、朝日アマ名人となった1年以内に奨励会に入会しアマチュア資格から外れた。このため、これらの次の年の大会では「三番勝負」は行われず、第29回（2006年）および第38回（2015年）では全国大会優勝者が、そのまま第29期および第38期の朝日アマ名人となった。
2014年の第37回から、出場枠32のうち2つを女性選抜枠として東京・大阪で予選を行い（第39回・2016年まで）、2017年の第40回からは女性枠を1とし当該年の女流アマ名人が招待選手として参加している。
2025年の第47回から、出場枠32のうち1つをオンラインゲーム「将棋ウォーズ」からの出場枠とした。この第47回の優勝者は将棋ウォーズ予選からの出場者であった。
朝日アマ名人戦は日本アマチュア将棋連盟が開催協力しており、予選からの全ての対局に於いて同連盟のレーティング対象となる。

### しんぶん赤旗全国囲碁・将棋大会
しんぶん赤旗が主催する大会で「初心者から強豪までだれでも参加できる大会」をうたう。通称「赤旗名人戦」。将棋の優勝者は新人王戦への出場資格を得る。
例年8月から10月にかけて日本全国の250カ所以上で地区大会、10月に都道府県大会が行われ、11月に都道府県代表と招待選手計56名による全国大会予選リーグ（4名ずつの2勝勝ち抜き制）が行われ、勝ち抜き者28名による決勝トーナメントが行われる。

### 主要な個人戦の歴代優勝者一覧
色付きは、後に棋士（プロ）となった者。
朝日アマ名人戦以外の5棋戦では年度と決勝年が一致しているが、朝日アマ名人戦だけは、年度は決勝を行う年の前年とされている。たとえば、第1期朝日アマ名人戦は1977年度であるが、決勝は1978年である。
その他説明は、上述のオープン棋戦 を参照。
| 決勝年 | 支部名人 4-5月 | 支部名人 4-5月            | 朝日アマ名人 5-6月 | 朝日アマ名人 5-6月 | アマ竜王 6月 | アマ竜王 6月 | アマ名人 9月 | アマ名人 9月 | 赤旗名人 11月 | 赤旗名人 11月 | アマ王将 12月（11月） | アマ王将 12月（11月） |
| 決勝年 | 回             | 優勝者                    | 期                 | 優勝者             | 回           | 優勝者       | 期           | 優勝者       | 期            | 優勝者        | 期                    | 優勝者                |
| ------ | -------------- | ------------------------- | ------------------ | ------------------ | ------------ | ------------ | ------------ | ------------ | ------------- | ------------- | --------------------- | --------------------- |
| 1947年 |                |                           |                    |                    |              |              | 1            | 坪井定一     |               |               |                       |                       |
| 1948年 |                |                           |                    |                    |              |              | 2            | 北村文男     |               |               |                       |                       |
| 1949年 |                |                           |                    |                    |              |              | 3            | 嶋田永信     |               |               |                       |                       |
| 1950年 |                |                           |                    |                    |              |              | 4            | 山形義雄     |               |               |                       |                       |
| 1951年 |                |                           |                    |                    |              |              | 5            | 平畑善介     |               |               |                       |                       |
| 1952年 |                |                           |                    |                    |              |              | 6            | 若林久雄     |               |               |                       |                       |
| 1953年 |                |                           |                    |                    |              |              | 7            | 舟山正夫     |               |               |                       |                       |
| 1954年 |                |                           |                    |                    |              |              | 8            | 上総雄二郎   |               |               |                       |                       |
| 1955年 |                |                           |                    |                    |              |              | 9            | 津田昌宏     |               |               |                       |                       |
| 1956年 |                |                           |                    |                    |              |              | 10           | 木村義徳     |               |               |                       |                       |
| 1957年 |                |                           |                    |                    |              |              | 11           | 藤本正文     |               |               |                       |                       |
| 1958年 |                |                           |                    |                    |              |              | 12           | 池田大助     |               |               |                       |                       |
| 1959年 |                |                           |                    |                    |              |              | 13           | 南川義一     |               |               |                       |                       |
| 1960年 |                |                           |                    |                    |              |              | 14           | 南川義一     |               |               |                       |                       |
| 1961年 |                |                           |                    |                    |              |              | 15           | 若松政和     |               |               |                       |                       |
| 1962年 |                |                           |                    |                    |              |              | 16           | 花園稔       |               |               |                       |                       |
| 1963年 |                |                           |                    |                    |              |              | 17           | 白井米吉     | 1             | 中根憲博      |                       |                       |
| 1964年 |                |                           |                    |                    |              |              | 18           | 加賀敬治     | 2             | 杉本好一      |                       |                       |
| 1965年 |                |                           |                    |                    |              |              | 19           | 土屋奏生     | 3             | 小島英雄      |                       |                       |
| 1966年 |                |                           |                    |                    |              |              | 20           | 佐藤芳彦     | 4             | 松井耕次郎    |                       |                       |
| 1967年 |                |                           |                    |                    |              |              | 21           | 沖元二       | 5             | 笠浪吉太郎    |                       |                       |
| 1968年 |                |                           |                    |                    |              |              | 22           | 関則可       | 6             | 江里口達男    |                       |                       |
| 1969年 |                |                           |                    |                    |              |              | 23           | 沖元二       | 7             | 長谷興民      |                       |                       |
| 1970年 |                |                           |                    |                    |              |              | 24           | 松井耕次郎   | 8             | 桜井亮治      |                       |                       |
| 1971年 |                |                           |                    |                    |              |              | 25           | 高野明富     | 9             | 小林正美      |                       |                       |
| 1972年 | 1              | 神保左公(東) 柳浦正明(西) |                    |                    |              |              | 26           | 遠藤登喜男   | 10            | 松田隆        |                       |                       |
| 1973年 | 2              | 小林春穂(東) 柳浦正明(西) |                    |                    |              |              | 27           | 花園稔       | 11            | 大木和博      |                       |                       |
| 1974年 | 3              | 渥美雅之(東) 中本光弘(西) |                    |                    |              |              | 28           | 西沢章       | 12            | 高橋治雄      |                       |                       |
| 1975年 | 4              | 中村洋久(東) 塚田昭雄(西) |                    |                    |              |              | 29           | 三上博司     | 13            | 若島正        |                       |                       |
| 1976年 | 5              | 中村匡志(東) 田中保(西)   |                    |                    |              |              | 30           | 芝稔         | 14            | 杉本好一      |                       |                       |
| 1977年 | 6              | 鈴木彊(東) 宮征雄(西)     |                    |                    |              |              | 31           | 小林純夫     | 15            | 中島務        |                       |                       |
| 1978年 | 7              | 安島正敏(東) 谷畑安彦(西) | 1                  | 大田学             |              |              | 32           | 金盛吉美     | 16            | 沢村政明      |                       |                       |
| 1979年 | 8              | 金成憲雄                  | 2                  | 中村千尋           |              |              | 33           | 加賀敬治     | 17            | 谷沢正三      |                       |                       |
| 1980年 | 9              | 加地嘉信                  | 3                  | 中村千尋           |              |              | 34           | 小池重明     | 18            | 都橋政司      |                       |                       |
| 1981年 | 10             | 北原義治                  | 4                  | 小林純夫           |              |              | 35           | 小池重明     | 19            | 久津世一      |                       |                       |
| 1982年 | 11             | 櫛田陽一                  | 5                  | 加部康晴           |              |              | 36           | 宮沢巧       | 20            | 中藤誠        |                       |                       |
| 1983年 | 12             | 野藤鳳優                  | 6                  | 加部康晴           |              |              | 37           | 菱田正泰     | 21            | 大木和博      |                       |                       |
| 1984年 | 13             | 平野真三                  | 7                  | 加部康晴           |              |              | 38           | 田尻隆司     | 22            | 横山公望      | 1                     | 谷川俊昭              |
| 1985年 | 14             | 大木和博                  | 8                  | 小林庸俊           |              |              | 39           | 田中保       | 23            | 松田隆        | 2                     | 谷川俊昭              |
| 1986年 | 15             | 田中保                    | 9                  | 小林庸俊           |              |              | 40           | 中村洋久     | 24            | 大木和博      | 3                     | 橋本喜晴              |
| 1987年 | 16             | 小野憲三                  | 10                 | 小林庸俊           |              |              | 41           | 古賀一郎     | 25            | 西川太二      | 4                     | 鈴木英春              |
| 1988年 | 17             | 平野真三                  | 11                 | 野山知敬           | 1            | 田尻隆司     | 42           | 竹中健一     | 26            | 山田政司      | 5                     | 鈴木英春              |
| 1989年 | 18             | 西澤玄章                  | 12                 | 野山知敬           | 2            | 金子タカシ   | 43           | 宮本浩二     | 27            | 横山公望      | 6                     | 天野高志              |
| 1990年 | 19             | 中西浩正                  | 13                 | 野山知敬           | 3            | 横山公望     | 44           | 天野高志     | 28            | 才田信之      | 7                     | 奥村幸正              |
| 1991年 | 20             | 永森広幸                  | 14                 | 野山知敬           | 4            | 横山公望     | 45           | 菊田裕司     | 29            | 楠本誠二      | 8                     | 菊田裕司              |
| 1992年 | 21             | 遠藤正樹                  | 15                 | 野山知敬           | 5            | 中野博文     | 46           | 早咲誠和     | 30            | 北村公一      | 9                     | 蛭川敦                |
| 1993年 | 22             | 西山実                    | 16                 | 天野高志           | 6            | 菊田裕司     | 47           | 鈴木純一     | 31            | 楠本誠二      | 10                    | 菊田裕司              |
| 1994年 | 23             | 木村秀利                  | 17                 | 蛭川敦             | 7            | 青柳敏郎     | 48           | 鈴木純一     | 32            | 遠藤正樹      | 11                    | 村田登亀雄            |
| 1995年 | 24             | 宮本浩二                  | 18                 | 蛭川敦             | 8            | 桐山隆       | 49           | 渡辺健弥     | 33            | 長岡俊勝      | 12                    | 樋田栄正              |
| 1996年 | 25             | 桐山隆                    | 19                 | 蛭川敦             | 9            | 桐山隆       | 50           | 早咲誠和     | 34            | 嘉野満        | 13                    | 北村公一              |
| 1997年 | 26             | 遠藤正樹                  | 20                 | 鈴木純一           | 10           | 渡辺健弥     | 51           | 桐山隆       | 35            | 嘉野満        | 14                    | 宮本浩二              |
| 1998年 | 27             | 林隆弘                    | 21                 | 鈴木純一           | 11           | 早咲誠和     | 52           | 田尻隆司     | 36            | 山田政司      | 15                    | 渡辺俊雄              |
| 1999年 | 28             | 小泉有明                  | 22                 | 山田敦幹           | 12           | 篠田正人     | 53           | 瀬川晶司     | 37            | 木村秀利      | 16                    | 早咲誠和              |
| 2000年 | 29             | 矢橋修                    | 23                 | 山田敦幹           | 13           | 吉澤大樹     | 54           | 開原孝治     | 38            | 木村秀利      | 17                    | 松本誠                |
| 2001年 | 30             | 石井豊                    | 24                 | 山田敦幹           | 14           | 中藤誠       | 55           | 長岡俊勝     | 39            | 松尾哲也      | 18                    | 武田俊平              |
| 2002年 | 31             | 桐山隆                    | 25                 | 山田敦幹           | 15           | 渡辺俊雄     | 56           | 早咲誠和     | 40            | 村田登亀雄    | 19                    | 瀬川晶司              |
| 2003年 | 32             | 早咲誠和                  | 26                 | 桐山隆             | 16           | 東野徹男     | 57           | 山田敦幹     | 41            | 村田登亀雄    | 20                    | 清水上徹              |
| 2004年 | 33             | 桐山隆                    | 27                 | 天野高志           | 17           | 加藤幸男     | 58           | 山田敦幹     | 42            | 秋山太郎      | 21                    | 山田敦幹              |
| 2005年 | 34             | 武田俊平                  | 28                 | 吉田正和           | 18           | 清水上徹     | 59           | 浅田拓史     | 43            | 鰐渕啓史      | 22                    | 渡辺俊雄              |
| 2006年 | 35             | 遠藤正樹                  | 29                 | 加藤幸男           | 19           | 今泉健司     | 60           | 山田洋次     | 44            | 秋山太郎      | 23                    | 今泉健司              |
| 2007年 | 36             | 早咲誠和                  | 30                 | 加藤幸男           | 20           | 渡辺俊雄     | 61           | 清水上徹     | 45            | 武田俊平      | 24                    | 山田洋次              |
| 2008年 | 37             | 古屋皓介                  | 31                 | 金内辰明           | 21           | 早咲誠和     | 62           | 小牧毅       | 46            | 下平雅之      | 25                    | 中川慧梧              |
| 2009年 | 38             | 古屋皓介                  | 32                 | 清水上徹           | 22           | 秋山太郎     | 63           | 山﨑由太郎   | 47            | 加來博洋      | 26                    | 遠藤正樹              |
| 2010年 | 39             | 横山大樹                  | 33                 | 清水上徹           | 23           | 早咲誠和     | 64           | 井上徹也     | 48            | 加來博洋      | 27                    | 山口直哉              |
| 2011年 | 40             | 桐山隆                    | 34                 | 清水上徹           | 24           | 稲葉聡       | 65           | 今泉健司     |               | (中止)        | 28                    | 今泉健司              |
| 2012年 | 41             | 早咲誠和                  | 35                 | 清水上徹           | 25           | 清水上徹     | 66           | 早咲誠和     | 49            | 長沢忠宏      | 29                    | 今泉健司              |
| 2013年 | 42             | 吉岡大和                  | 36                 | 清水上徹           | 26           | 伊ヶ崎博     | 67           | 加來博洋     | 50            | 早咲誠和      | 30                    | 今泉健司              |
| 2014年 | 43             | 水谷創                    | 37                 | 今泉健司           | 27           | 下平雅之     | 68           | 城間春樹     | 51            | 天野貴元      | 31                    | 中川慧梧              |
| 2015年 | 44             | 桶屋郁夫                  | 38                 | 稲葉聡             | 28           | 吉本悠太     | 69           | 小山怜央     | 52            | 稲葉聡        | 32                    | 鈴木肇                |
| 2016年 | 45             | 長森優作                  | 39                 | 稲葉聡             | 29           | 渡辺誠       | 70           | 天野啓吾     | 53            | 横山大樹      | 33                    | 小山怜央              |
| 2017年 | 46             | 横山大樹                  | 40                 | 横山大樹           | 30           | 藤原結樹     | 71           | 横山大樹     | 54            | 小山怜央      | 34                    | 森村賢平              |
| 2018年 | 47             | 禰保拓也                  | 41                 | 横山大樹           | 31           | 桐山隆       | 72           | 鈴木肇       | 55            | 早咲誠和      | 35                    | 森村賢平              |
| 2019年 | 48             | 知花賢                    | 42                 | 横山大樹           | 32           | 小野内一八   | 73           | 中川慧梧     | 56            | 横山大樹      | 36                    | 中川慧梧              |
| 2020年 | 49             | (中止)                    |                    | (第43回 延期)      | 33           | (中止)       | 74           | (中止)       |               | (中止)        | 37                    | (中止)                |
| 2021年 | 50             | 小山怜央                  | 43                 | 横山大樹           | 34           | (中止)       | 75           | 横山大樹     |               | (中止)        | 38                    | (中止)                |
| 2022年 | 51             | 高橋英晃                  | 44                 | 横山大樹           | 35           | 小山怜央     | 76           | 横山大樹     | 57            | 山岸亮平      | 39                    | (中止)                |
| 2023年 | 52             | 横山大樹                  | 45                 | 横山大樹           | 36           | 慶田義法     | 77           | 横山大樹     | 58            | 原司          | 40                    | 相川浩治              |
| 2024年 | 53             | 天野啓吾                  | 46                 | 横山大樹           | 37           | 森下裕也     | 78           | 関矢寛之     | 59            | 小林智晴      | 41                    | 箭子涼太              |
| 2025年 | 54             | 樋田栄正                  | 47                 | 古田龍生           | 38           | 荒田敏史     | 79           |              | 60            |               | 42                    |                       |
| 決勝年 | 支部名人 4-5月 | 支部名人 4-5月            | 朝日アマ名人 5-6月 | 朝日アマ名人 5-6月 | アマ竜王 6月 | アマ竜王 6月 | アマ名人 9月 | アマ名人 9月 | 赤旗名人 11月 | 赤旗名人 11月 | アマ王将 12月（11月） | アマ王将 12月（11月） |

## その他のオープン棋戦

### 将棋アマチュア銀河戦
囲碁・将棋チャンネル、全国各地のケーブルテレビ局が主催する大会。優勝者と準優勝者はアマチュア王将戦全国大会への出場権を、また優勝者は銀河戦本戦トーナメントへの出場資格を得る。
2011年に第1回ケーブルテレビ局選抜将棋選手権大会として開始された。2012年の第2回大会より、大会を真のアマチュア一流棋戦に育てるという目標のもと、メインタイトルを将棋アマチュア銀河戦に改称。
主催者として参加している各ケーブルテレビ局主催の大会で優勝した者によって、将棋倶楽部24のインターネット対局によって実施される「ケーブルテレビ局選抜将棋選手権大会」が本大会の本戦を兼ね、これを勝ち抜いた2名が囲碁・将棋チャンネル「竜星スタジオ」で収録される決勝戦を戦う。決勝戦は後日囲碁・将棋チャンネルで放映される。
2014年の第4回大会までは全国各地のケーブルテレビ局の所在地で開催する「各ケーブルテレビ局大会」およびネット対局で行われる「ひかりTV杯」の優勝者により、11月にネット予選（第3回までは将棋倶楽部24、第4回は将棋ウォーズでの開催）が行われ、勝ち抜いた上位者が東京・将棋会館で行われる全国大会に出場した。2014年の第4回大会よりひかりTVが主催に加わり、2018年の第8回大会まで将棋ウォーズで行われる「ひかりTV杯」が予選の一つとして開催された。予選がすべてインターネット対局に変更された2015年の第5回大会は、ケーブルテレビ杯から3名、ひかりTV杯から1名の計4名が全国大会に進出した。
また、第1回から第5回までは全国大会出場4名がアマチュア王将戦全国大会出場権、第2回から第5回までは優勝者と準優勝者2名が銀河戦本戦トーナメントに出場した。
2020年の第10回大会から2024年まで5大会連続で中止となっている。

### 将棋プレミアム杯 G1グランプリ
囲碁・将棋チャンネルが運営する会員制ネットサービス「将棋プレミアム」が主催する大会。2016年開始。出場資格は将棋プレミアムの会員であること（出場登録後に退会しても出場可）。
出場者は自己申告した棋力により、銀河クラス（5段以上）、段位クラス（初段〜4段）、級位クラス（1級以下）の3クラスに分かれ、将棋ウォーズで本戦対局を行い、順位を決定する。銀河クラスのみ、本戦の上位8名により囲碁・将棋チャンネル「銀河スタジオ」でリアル収録対局による全国大会を行い、優勝者は銀河戦本戦トーナメントへの出場資格を得る（ただし、優勝者は同時に同年のアマチュア銀河戦出場資格を喪失する）。全国大会の模様は将棋プレミアムで放送される。

### 加古川青流戦アマチュア選抜大会
日本将棋連盟、加古川市、加古川市ウェルネス協会主催で行われる将棋の大会。プロの加古川青流戦第3期（2013年）より、付随してアマチュア大会も行われるようになった。
参加資格はアマチュア四段格以上の実力者で、応募者多数の場合は前回のベスト8、四段以上の免状取得者の高段位順に優先される。勝ち残り式トーナメントだが、A、B2つのブロックに分け、それぞれ優勝者を決める特徴がある。ブロックごとの優勝者は、加古川青流戦への出場資格を得る。

### アマ最強戦
日本アマチュア将棋連盟（アマレン）が主催する全国大会。元は1989年に大阪で開始した平成アマ最強戦を始まりとし、1992年より日本アマチュア将棋連盟が運営を担当することとなった。全国レーティング選手権とは違い予選大会や事前エントリーはない。過去には1月に東京都、8月に大阪府と年に2度開催されていた時期もあったが現在は年に1回、8月に東京で行われているのみである。レーティング選手権と違い無差別級のみしかないにも関わらず優勝賞金が高額のためか毎年200人前後の参加者がある。参加者やそれを取り巻く将棋ファンの間では「平成最強戦」または「最強戦」で定着しているが、年に2度開催されていた時代はそれぞれ「平成最強戦＝東京」、「平成最強戦＝大阪」という名称で区別されていた。大阪大会が廃止となった後もその名残から「平成最強戦＝東京」が正式の大会名称でありアマレン機関誌や公式HPではそのように案内されていた。平成から令和への改元に伴い、アマレンのウェブサイトでは「令和○年アマ最強戦」という表記に変更され、通称としては「令和最強戦」となる。
「最強戦」という大会名だが優勝者に対し称号や段位の授与はなく、全国大会でありながら三段リーグ編入試験の受験資格は得られない。1度も大会に参加したことのない強豪も多数存在していると思われ、優勝しても必ずしも最強とは言えない。
2013年から「平成最強戦ジュニア」が新設され、こちらはA級、B級の他に女流戦もある。かつては大会当日にイベントとして1Dayトーナメント形式の「ミニ最強戦」が行われていたが現在は廃止。2014年大会より復活したが、翌2015年に開かれたアマレン会報誌300号到達記念大会が「アマレン将棋ファン交流会」として2016年以降も継続されることになり、これに代わる形でミニ最強戦は終了した。

### 全国アマチュア将棋レーティング選手権
日本アマチュア将棋連盟主催の大会で、同連盟事務局のある三重県四日市市で開かれる。通称、全国「R」選手権。全国大会だが、優勝しても三段リーグ編入試験受験資格は得られない。
招待選手30人（先着順で、同連盟公認レーティング2050点以上の希望者。別途エントリー料が必要）、ブロック大会（北海道・東北・関東・東京・北陸・東海・関西・中国・四国・九州・沖縄の各地区で定められた有資格者）を勝ち抜いた代表選手30人、毎年本大会直前に四日市市で開かれる特別予選会を勝ち抜いたゲスト選手4人の計64人が対象。代表選手の交通費は主催者負担。スイス式トーナメント5回戦を行い、上位16人で決勝戦を実施する。ベスト16まで賞金がある。
同時にA級戦（レーティング1950点〜1601点で、2050点以上未到達者対象）、B級戦（レーティング1600点以下で、1750点未到達者対象）も行われる。かつてはC級戦があった時期もあり、ブロック大会を勝ち抜いた代表選手16人、特別予選会を勝ち抜いたゲスト選手4人の計20人が対象だった。スイス式トーナメント4回戦で各級3位まで賞金がある。公認レーティング対象で交通費などは自己負担となる。近年はこれらの級の予選をやるブロックが減っており、かつては当日飛び入り参加を認めていたものの、それでも交通費などが自己負担のため、遠方からの参加者は伸び悩んでいた。そのため、最近ではA級やB級でも招待選手の制度を採り、先着順で別途エントリー料を納付すれば予選に出なくても当日参加出来る。それでも年々高くなるエントリー料と自己負担である点がネックとなり、定員割れとなる年もあるなどしており、また遠方からの参加は少なく、どちらの級も地元および近隣の参加者で占められることが多い。
なお、日本アマチュア将棋連盟の主催であるが、同連盟の会員でなくとも参加資格さえ満たしていれば誰でも予選に出場でき、勝ち抜けば会員と同様に代表の資格を得ることが出来る。また、上記A級戦およびB級戦への当日飛び入り参加も会員であるか非会員であるかに関わらず可能である。
2015年よりB級の招待選手枠が廃止され、代わって選手権級の招待枠が40人に拡大された。2017年の第39回大会からエントリー料納付による招待選手は有資格者発表の時点での会員のみに限られることとなった。しかしエントリーと同時に入会することを条件にエントリーが認められている。
2019年より増枠され、前年の女子アマ王位戦優勝者が女流枠として招待される、前年の選手権優勝および準優勝者が招待されるなど、大幅な改革が行われた。
2020年より12月の有資格者発表までに基準点未満でも、3月末の大会までに基準点に達せばエントリーの資格を追加で得ることが出来るようになったが、新型コロナウイルスCovid-19の影響により創設以来初の中止となった。既に決定している代表者およびエントリーに依る招待選手は翌年に繰り越される事となったが、翌2021年も大会は行われなかった。

### グランドチャンピオン戦
略称GC戦。その年の最強アマを決定する棋戦である。日本アマチュア将棋連盟主催。7〜8月ごろに大会が開催される。スイス式トーナメント方式（2006年は6回戦まで実施）で行われ、規定に従って順位が決定される。ここ数年は行われていない。

## アマチュア選手の動向
将棋は一般の人々（アマチュア）にも広く知られたゲームであるが、段級位制はアマチュアとプロでは異なる基準を採用しており、伝統的にはアマチュアの三段〜四段クラス(主要アマチュア棋戦の県代表争いレベル)がプロ予備軍（奨励会）の6級に相当するとされていた。ただし、最近はアマも最新の将棋情報を手に入れやすくなったこと、元奨励会員のアマチュア参加やプロアマの対局など、プロ、奨励会との交流が盛んになったこと、また通信対局が普及し、遠隔地にいる強豪者どうしの練習対局が簡単にできるようになったことなどにより、現在ではアマの最上級者（主要アマ棋戦優勝争いクラス）はプロの底辺（順位戦C級2組下位またはフリークラス）と同等に近い実力があるとされる。
過去にもアマチュアながらプロに匹敵する実力を持つ者が現れることがまれにあり、彼らの中には真剣師として賭け将棋を生業とする者もいた。花村元司は、真剣師として生計を立てたのち、1944年にプロ編入試験を受けて棋士となった。後に名人戦で大山康晴名人に挑戦するほどまでの実力だったが、タイトル奪取はならなかった。
また、1948年の第3期順位戦には、アマチュア枠が設けられ（第5期までで廃止）、1958年の第9期九段戦予選にも、アマチュア選手が招待された。順位戦（C級2組またはC級乙組）では勝ち越す者も出るなど、トップアマの実力は侮れないものがあった。しかし、1961年の第12期九段戦を最後に公式戦のアマチュア枠は廃止され、公の場でプロとアマチュアが対等に戦うことはなくなった。
1978年、非公式戦ながら『将棋世界』誌の企画で若手棋士とアマチュア選手の対局企画が実現。この時は棋士の全勝だったが、花村と同じく真剣師であった小池重明が飯野健二相手に初勝利を挙げた。小池はプロとのお好み対局で数々のプロを連破し、またアマ名人を2期連続で獲得するなど、実力はアマチュア界で頭1つ抜きん出ていた。その後、当時の大山康晴将棋連盟会長の計らいもあり、プロ入りを棋士総会の票決に掛けられたが、素行などが懸念材料となりプロ入りは否決された。プロ入りこそ実現しなかったが、死後、小池の生涯を扱ったTV番組や書籍が放送・出版されている。
かつてはアマチュアとプロとの対局は、新聞や雑誌の企画としてのお好み対局や、将棋教室やイベントの中で指導対局が行われたりする程度であったが、1988年の竜王戦で、プロ公式戦のアマチュア枠が復活した。現在では、アマチュア棋戦の成績優秀者が参加可能なプロ公式戦は複数存在している（竜王戦、叡王戦、棋王戦、朝日杯、銀河戦、新人王戦、YAMADAチャレンジ杯、加古川青流戦）。小林庸俊、天野高志、桐山隆、遠藤正樹、山田敦幹、吉澤大樹、石井豊など、先述の公式戦でプロに対して勝利するアマ強豪も複数現れ、2000年以降では加藤幸男、清水上徹といった大学棋界で実力を磨いた新しい世代のアマチュアが活躍している。近年では町道場や支部、職場で腕を磨いた強豪以外に、インターネット将棋からアマ強豪の仲間入りをした浅田拓史を代表とするアマも出始めている。
また、奨励会を退会した者がアマチュア選手として活躍する例も増えてきている。過去には元奨励会員がアマチュアの大会に出ることを好ましくないとする風潮もあったが、近年は下火になっている。加部康晴、桐山隆、秋山太郎、小牧毅、池田将、加來博洋、稲葉聡などは全国大会でも常連である。加來は赤旗名人戦優勝の資格で出場した2010年の第41期新人王戦で決勝に進出し、阿部健治郎相手の三番勝負に1勝2敗で優勝こそならなかったものの、史上初の公式棋戦でのアマチュアの準優勝を達成した。稲葉は2015年の第5期加古川青流戦で決勝に進出し、増田康宏相手の三番勝負を2勝1敗で制し、史上初の公式棋戦でのアマチュアの優勝を達成した。
瀬川晶司は奨励会を年齢制限で退会したが、アマチュア選手としてプロ棋戦に参加し、特に銀河戦においてめざましい活躍を残し、プロ相手に一時7割を超す勝率をあげた。2005年、瀬川はプロ編入を希望する嘆願書を日本将棋連盟に提出、特例として六番勝負の編入試験を経て、奨励会を退会した者としては初めてプロ入りが認められた。元の職場であったNECとはスポンサー契約を結んでおり、これも将棋界初のできごとである。瀬川のプロ編入を受け、翌2006年、将棋連盟はアマチュアおよび女流棋士のプロ（正棋士）への編入制度を正式に導入し、四段（順位戦はフリークラス）および奨励会三段リーグへの編入試験の要項を発表した。
瀬川と同じく奨励会を年齢制限で退会した今泉健司は、瀬川のプロ入り後に整備されたアマチュアからの奨励会およびプロへの編入試験制度を活用してプロ入りへの再挑戦を続けた。2006年にアマチュア竜王戦で優勝し、その資格で奨励会三段編入試験を受験して合格し、同制度による初の三段編入を果たしたが、規定となる三段リーグ2年4期の間に四段昇段を果たすことはできず、二度目の奨励会退会となった。その後もアマ主要大会で上位入賞を続けプロ公式戦に出場して勝利を重ね、2014年の朝日杯将棋オープン戦で、「対プロ棋士戦績で10勝かつ勝率6割5分以上」を達成し、プロ編入試験の受験資格を得ると受験を表明した。同年9月から実施された編入試験では四段のプロ棋士5人との五番勝負に3勝1敗と勝ち越し、制度化されたプロ編入試験（現・棋士編入試験）における第一号の合格者となった。その一方で加來や稲葉の様に編入試験の受験資格を得ながら行使(受験)しなかった者もいる。
折田翔吾も奨励会を年齢制限で退会した後、主要アマチュア棋戦での優勝こそなかったが、銀河戦に2期連続で出場しプロ相手に10勝2敗の好成績を上げて棋士編入試験の受験資格を得て受験した。2019年11月から実施された編入試験でプロ棋士との五番勝負に3勝1敗と勝ち越し合格した。折田は奨励会退会後、自らのオンライン将棋ゲームの対局や他者の棋譜の解説をインターネットの動画配信サービスで配信するYouTuberとして活躍しており、棋士編入試験の対局料50万円もクラウドファンディングによって募集し目標額の6倍弱の資金を集めることに成功するなど、2010年代後半に一般化したインターネットサービスを通してアマチュアとしての活動を盛んにアピールした。
小山怜央は主要アマチュア棋戦のうち朝日アマ名人を除く大会で優勝歴を持ち、2022年9月に棋士編入試験の資格を得て受験。2022年11月から実施された編入試験でプロ棋士との五番勝負に3勝1敗と勝ち越し合格した。奨励会の受験歴はあるが不合格で、現行の規定では史上初めて奨励会在籍経験のないプロ棋士となった。

## 団体戦

### リコー杯アマチュア将棋団体日本選手権
社会人代表チームと学生代表チームによりアマチュア将棋団体日本一を決める大会。前年の職域団体対抗将棋大会（職団戦）S級総合優勝チームと学生将棋団体対抗戦（学生王座戦）優勝校とで争われる7人制の団体戦である。持ち時間は各75分（対局時計使用）で、切れたら1手1分以内。
リコーが主催、日本将棋連盟・朝日新聞社・全日本学生将棋連盟が後援している。かつては週刊将棋も後援していた。1989年創設。第20回大会（2008年）よりリコー杯の名を冠した。

### 職域団体対抗将棋大会
日本将棋連盟が主催、朝日新聞他後援の職域別の団体戦。職団戦と略される。昭和34年に第1回大会が行われ、昭和37年から年2回開催。職場（会社、工場、役所など）を同じくする5名で編成されたチームが参加する。前回大会の成績により、S級とAからF級の計7クラスに分かれ、それぞれクラス優勝を争う。最上級のS級優勝チームには内閣総理大臣杯が授与される。

### 全国支部将棋対抗戦団体戦
日本将棋連盟の主催で、日本将棋連盟の支部のみ参加資格がある。同一の支部でアマチュア三段以下の支部会員3名1チームで参加し、各都道府県ごとの予選を勝ち抜いたチームが東西2ヶ所で大会を行う。

### 社会人団体リーグ戦
東京アマチュア将棋連盟（東将連）が主催している。職域団体対抗戦とは異なり、1チーム7人であればどのようなチーム編成でも参加できる。「社会人」と付くが、7人全て小学生や中学生のみのチーム編成も可。

### 東日本都市対抗将棋大会
毎日新聞社と日本将棋連盟が主催。同じ市区町村に在住・在勤・在学の一般2人、シニア（60歳以上）・女性・高校生・中学生・小学生各1人の計7人で団体戦を行う。2005年から4回行われたが、不況の影響で、2009年の第5回大会が休止に追い込まれた。

## 学生棋戦
参加資格を学生に限った棋戦もある。基本的には学校の種別ごとに棋戦が行われるが、すべての学生に参加資格のある棋戦も存在する。

### 小学生以上
全国オール学生将棋選手権戦
日本将棋連盟主催、全日本学生将棋連盟後援。団体戦と個人戦が開催され、小学生から大学院生まで参加資格がある。団体戦は1チーム5名。個人戦の優勝者にはアマ五段が贈られる。
学生将棋選手権
日本将棋連盟主催、全日本学生将棋連盟後援。第13回（2010年）まではキリンビバレッジ協賛で「キリンビバレッジカップ」と呼ばれていた。団体戦と個人戦が開催され、小学生から大学院生まで参加資格がある。
ジュニア将棋選手権（小中高）

### 大学棋戦
全国を地区別のブロックに分けて個人戦と団体戦がそれぞれ年2期、春と秋に行われている。その中で成績の優秀な選手、または大学が全国大会に進出する。
現在は北海道・東北・関東・北信越・中部・関西・中四国・九州の8地区に分けられている。
全日本学生将棋名人戦
「大学将棋」の一つ。全日本学生将棋連盟主催、日本将棋連盟・朝日新聞社後援。
春季個人戦を勝ち抜いた各地区の代表32名でトーナメント戦を行う。優勝者は朝日杯将棋オープン戦の出場資格を得る。
全日本学生将棋十傑戦（学生王将戦）
「大学将棋」の一つ。日本将棋連盟、全日本学生将棋連盟主催。
秋季個人戦を勝ち抜いた代表16名により争われる。まず4人ずつ4組に分かれて予選（2勝勝ち抜け）を行い、通過した8人で本戦トーナメントを行う。決勝戦以外の敗者は順位決定戦を行い、1位から8位まで順位を決定する。また本戦に進めなかった選手の中でもトーナメント戦が行われ、優勝者が9位、準優勝者が10位となる。
富士通杯争奪全国大学対抗将棋大会
「大学将棋」の一つ。全日本学生将棋連盟主催、富士通協賛。
全国8地区の春季団体戦優勝校に関東・関西両地区の準優勝校を加えた10校で争われる。5人制の団体戦で、チームには8人まで選手を登録可能。
2009年（第5回）までは毎日新聞社が協賛していたことから大会名に毎日杯を冠していたが、2010年（第6回）より富士通杯へ変更となった。
全日本学生将棋団体対抗戦（学生王座戦）
「大学棋戦」の一つ。全日本学生将棋連盟主催、日本将棋連盟・朝日新聞社後援。
全国8地区の秋季団体戦優勝校と関東・関西両地区で行われる選抜トーナメント（優勝校以外の成績上位校が参加）の優勝校を加えた10校により争われる。7人制の団体戦で、登録可能な人数は14人。
※なお、学生王将戦および学生王座戦は日本アマチュア将棋連盟も協賛のため、レーティング対象にはならないが、同連盟の公式HPにて一定期間、王将戦優勝者の顔写真および王座戦優勝大学の集合写真が掲載される。

### 高専棋戦
全国高等専門学校将棋大会
全国の高等専門学校学生（専攻科生は除く）が参加できる。予選大会はない。団体戦（3人制）、個人戦、女子個人戦の3種目が行われる。個人戦優勝者には「高専名人」の称号が贈られる。

### 高校棋戦
全国高等学校将棋選手権大会（全国高等学校総合文化祭将棋部門）
各都道府県の予選大会を勝ち抜いた代表校・選手が参加する。男女別の団体戦（3人制）と個人戦が行われる。1995年から全国高等学校総合文化祭の将棋部門として編入された。
全国高等学校将棋竜王戦
日本将棋連盟・読売新聞社共催、九州電力・QTnet協賛。各都道府県の予選を勝ち抜いた代表選手と前回大会優勝者(前回優勝者が卒業済み・不参加の場合は前回優勝者県の出場枠が1つ増やされる)、招待された女子選手（高校選手権女子の部の個人戦優勝者および団体戦優勝チームメンバー3名の計4名）が参加する。会場は福岡県。予選参加者には、竜王が揮毫した特製扇子が記念品として贈られる。
全国高等学校文化連盟将棋新人大会
全国高等学校文化連盟主催。高校1・2年生を対象とする男女別個人戦の大会。毎年1月下旬に開催されており、各都道府県の予選を勝ち抜いた男子代表2名、女子代表4名が参加する。
全国高等学校将棋女子選抜大会
下記「女性棋戦」にて後述。
高校生王将戦
日本将棋連盟、スポーツニッポン新聞社共催。毎年夏に開催されている。
関東高校将棋リーグ戦
関東高校将棋連盟主催。毎年1月と8月に行われる1チーム5人制の団体戦。会場は将棋会館。
※高専生も、3年生までは高校棋戦に参加できる。

### 小・中学生棋戦

#### 中学生のみ
中学生将棋名人戦
日本将棋連盟主催。毎年8月に東京で開催されている。
過去の優勝者には、中村修、丸山忠久、屋敷伸之という、後にプロのタイトルホルダーとなった者がいる。2018年には野原未蘭が女子として初めて優勝した。
2024年の第49回より東海東京フィナンシャル・ホールディングスが特別協賛となり、全国14地区の予選を勝ち抜いた者が名古屋市で開催される全国大会に出場する形になった。
全国中学生選抜将棋選手権大会
天童市、日本将棋連盟、天童青年会議所主催で毎年8月3日、4日に天童市で開催される。各都道府県代表（男女別）によるトーナメント。
男子の部優勝者には初代大会名誉総裁寬仁親王を冠した「寬仁親王牌」が二代大会名誉総裁であられる彬子女王より授与される。女子の部優勝者には、同女王より「彬子女王牌」が授与される。生前は寬仁親王より親王杯は授与されていた。
中学生将棋王将戦
日本将棋連盟、スポーツニッポン新聞社の主催で、毎年8月に大阪で開催される。1日のうちに予選（1勝通過2敗失格方式）および決勝（トーナメント方式）を行い、優勝者を決定する。2013年（第16回大会）までは団体戦も行われていた。
関東中学将棋団体戦

#### （幼・）小・中学生
YAMADAこどもチャレンジ杯
毎年1月に「新春上州将棋祭り」イベント内で行われるほか、毎年8月の「YAMADAチャレンジ杯」イベントにおいても、YAMADAチャレンジ杯（男性プロ棋戦）やYAMADA女流チャレンジ杯とともに行われている。現在では年2回の開催が定着しており、回次は通算されているが、1月の開催については「上州将棋祭り委員会主催・日本将棋連盟共催」となっている一方、8月の開催については両者が主催者となっている。棋力別に3クラスに分けて行われており、いずれのクラスにおいても未就学児の出場が認められている。中学生は有段者クラスにのみ出場可能である。2020年8月に行われる予定であった第20回は新型コロナウイルス感染予防のため開催見送りとなった。
文部科学大臣杯小・中学生将棋団体戦
2005年創設。日本将棋連盟、産経新聞社の主催で、毎年8月に決勝大会が開催される団体戦。同一の小学校・中学校に在学する生徒3名にて編成されたチームにより、小学校の部および中学校の部の部門ごとに競われる。4月から6月に掛けて各都道府県で代表選考が行われ、小学校の部および中学校の部からそれぞれ64校（東日本大会：32校、西日本大会：32校）の代表校が選出され、全国大会である東日本大会および西日本大会に出場する。さらに、東日本大会および西日本大会の上位2校（計4校）は決勝大会へと進み、優勝校を決定する。
ジュニア銀河戦
上述の「将棋アマチュア銀河戦」のジュニア版として2011年に創設。アマチュア銀河戦同様、全国各地のケーブルテレビ局およびひかりTVでの地区大会、ネット予選を経て決勝トーナメントに進む。出場資格は「中学生以下」となっており、ネット対局が可能であれば未就学児の出場も禁止されていない。決勝戦は囲碁・将棋チャンネルで放送される。

#### （幼・）小学生
小学生名人戦
詳細、歴代優勝者などは、「小学生将棋名人戦」を参照。
準決勝以降はNHK教育で放送。
日本将棋連盟主催、文部科学省・文化庁後援、公文式協賛。
羽生善治、佐藤康光、森内俊之、屋敷伸之、渡辺明ら数多くの棋士を輩出。
全国小学生倉敷王将戦
2002年創設。岡山県倉敷市・倉敷市文化振興財団・日本将棋連盟の主催、倉敷市教育委員会の共催で毎年8月に倉敷市で低学年の部と高学年の部に分かれて開催される。3月から7月に掛けて予選が行われる。また、小学生将棋名人戦の優勝者と前年の高学年の部優勝者、倉敷市の代表2名の特別枠がある他、各都道府県の代表により争われる。過去には大山と縁が深かった青森県上北郡おいらせ町の代表2名も特別枠出場していた。
大山名人杯争奪の冠は、同地出身の大山康晴十五世名人没20年の2012年第11回大会より付された。
前身小学生王将戦は、1995年中国地方の小学生のみ対象で、低学年の部・高学年の部で優勝者を争ったもの。回を重ねるごとにが地域を拡大し、2001年第7回まで開催。その後現大会となり、同時に1回大会となった。
創設されて間もないがプロ棋士を輩出しており、優勝者から菅井竜也・佐々木勇気・阿部光瑠・増田康宏・佐々木大地・藤井聡太、出場者から里見香奈・高見泰地ら複数いる。前身大会からは、糸谷哲郎・稲葉陽・澤田真吾が輩出されている。
将棋日本シリーズ テーブルマークこども大会
日本将棋連盟主催。6月ごろから11月ごろにかけて、全国の主要都市にてそれぞれ年1回ずつ開催（東京大会は11月ごろ開催）。各地区大会とも低学年部門・高学年部門の2部制で、いずれも1日で完結して各地区の優勝者を決める（各地区大会を統括する「全国大会」などは行われない）。低学年の部には未就学児も出場できる。居住地にかかわらず複数の地区大会に出場できるが、同一年度に他地区大会の「トーナメント戦」に進出した者は申込不可。大会優勝者からは斎藤慎太郎、菅井竜也、藤井聡太がプロ入りしている。各地区大会当日には同一会場にてJTプロ公式戦も行われる。2020年は全ての地区大会が中止された。
東急小学生将棋大会
日本将棋連盟主催。毎年8月に「東急百貨店将棋まつり」イベント内で行われる。例年、渋谷区の東急百貨店本店が会場となっている。

## 女性棋戦
男性が参加できるプロ公式棋戦は、アマチュア大会の優勝者などでない限りアマチュアは出場できないが、女流棋戦の場合にはアマチュアが直接出場できるプロ棋戦も存在する。申し込めば誰でも出場できる女流王座戦のアマチュア予選、有段者であれば出場申込みできるマイナビ女子オープンの「チャレンジマッチ」がこれに該当する。特に後者は、アマチュアと現役女流棋士が同じトーナメントに出場していた時期もあり、アマ大会での実績が特になくてもプロと対局できる可能性があった。
この他に、プロ棋戦とは関係なく行われる女性向けのアマチュア大会が存在する。以下は女性のみを対象にしたアマチュア棋戦である。
女流アマ名人戦
日本将棋連盟主催、報知新聞社後援。毎年8〜9月（2007年以前は5〜6月）ごろ、東京で開催される。棋力・年齢を問わない名人戦クラスとAクラスに加え、棋力別と年齢別にB、C1、C2クラスが行われる。名人戦の優勝者にはアマ三段、準優勝者にはアマ二段の免状が贈られ、Aクラスの優勝者にはアマ初段の免状が贈られる。また、女流アマ名人は朝日アマ名人戦に「女性代表」として招待されている。
関西女流アマ名人戦
日本将棋連盟関西本部主催で、2月に関西将棋会館で開催される。棋力別のA〜Dクラスが行われる。
アマ女王戦
毎年東京にて棋力別のA〜C2クラスが行われる。挑戦手合制が採用されており、A級優勝者は12月に前回優勝者と三番勝負を行う。勝者は最低1年間アマ女王を名乗ることができ、三番勝負に勝ち続ける限り防衛し保持し続ける。第20回まではフェアリープリンセスと東京アマチュア将棋連盟の共催で主に6月に開催されていたが第21回以降はフェアリープリンセスの単独主催扱いとなっており開催時期も3月に移っている。かつては日本将棋連盟および日本アマチュア将棋連盟も後援していたが、前者は第19回を最後にLPSAと入れ替わる形で、後者は第20回を最後に後援を降りている。過去にアマ女王を戴冠したことのある者や、前年度の三番勝負に敗れた者であっても制限なく翌年の大会への参加が可能であるため、近年ではとりわけ三番勝負が何年か続けて同じ顔合わせになったり、特定の数人が交互に何度も戴冠するようなケースが増えている。
女子アマ王位戦
LPSA主催。全国4会場にて地区ブロック大会を行い、各ブロック大会の優勝者が11月に東京で開催される優勝者決定戦に進出。優勝者はその年のNTTル・パルク杯天河戦への参加資格を得ることが出来た。天河戦が廃止になった2012年以降はブロック大会を全国10会場に増やし、ブロック代表者によって12月に東京で全国大会を開催する形式となった。2014年からアーケードゲームの将棋ウォーズと提携し、ブロック代表に「将棋ウォーズ代表」枠が新設され、ブロック代表枠が10から11になった。これに前回の優勝者を加えた12名で2勝通過2敗失格の予選リーグを行い、通過者6名による決勝トーナメントを行う。自分の居住地以外のブロック大会にも参加出来る上、既に全国大会出場権を得ていても将棋ウォーズを含む他地区のブロック大会への出場が可能なため、近年では可能な限り全国各地を飛び回ってなんとか全国大会への切符を手にしようとする者も珍しくない。2018年の第11回大会より12月の全国大会のみ日本アマチュア将棋連盟の公認レ－ティング対象となり、優勝者は翌年5月の全国アマ将棋レーティング選手権に女流枠として招待される。
LPSA女子アマ将棋団体戦
LPSA主催。5人制（補欠1人も登録可）、2007年創設。2013年の第7回大会よりアパガードがメインスポンサーとなり「アパガード杯女子アマ将棋団体戦」に名称変更。毎年10〜11月ごろ開催される。
ショコラトーナメント
LPSA主催。初心者や初級者の女性のみを対象とした大会で毎年2月に開催されるトーナメント戦。2013年創設。将棋を覚えたての初心者でも気軽に参加出来る。棋力に応じて大まかなクラス分けが行われており、全てショコラの味の名称となっている。2016年大会より中級者クラスが新設された。この手の棋戦には珍しく、上級者および有段者のクラスはなく出場は不可。
かしまし将棋娘。団体戦
2012年に創設されたLPSA主催の団体戦。毎年5月中〜下旬ごろ開催。1チーム3名で事前申込制の先着16チーム。3名全て級位者で組まなければならず日本将棋連盟や町道場などで段位認定を受けている者は出場不可。変則スイス式で行い、2敗失格だが予選・決勝の区別はない。

### 女子の学生棋戦
学生女流名人戦
「大学将棋」の一つ。日本将棋連盟、全日本学生将棋連盟主催。1980年に第1回大会が行われた。日本アマチュア将棋連盟協賛につき、優勝者は一定期間、顔写真入りで同連盟HPに掲載される。
全国高等学校将棋選手権大会（全国高等学校総合文化祭将棋部門）
上述のとおり、男子団体戦・男子個人戦と同様に女子団体戦・女子個人戦が行われる。
全国高等学校将棋女子選抜大会
日本将棋連盟・日本大学三島高等学校・中学校(第23回までは藤枝学園)主催。毎年3月に静岡県で開催されている。
全国中学生選抜将棋選手権大会
上述（男子の部）。女子の部は第20回（1999年）大会で創設された。
中学生女子将棋名人戦
LPSA主催。全国8会場にて地区ブロック予選を行い、各ブロック大会の優勝者が8月下旬または9月初旬に東京で開催される全国大会に出場する。自分の居住地があるブロック予選にしか出場出来ない。
小学生女子将棋名人戦
対象が小学生であること以外は上記「中学生女子将棋名人戦」と同じ。中学生女子将棋名人戦とは別扱いの大会になっているがブロック予選、全国大会共に同棋戦と同時開催となる。こちらもやはり自分の居住地以外のブロック予選には出場出来ない。
小学生駒姫名人戦
日本将棋連盟主催。企画・運営は女流棋士会が行っている。2008年に東急東横店将棋まつりのイベントとして第1回大会が行われ、以降毎年8月に開催されている（現在は京急将棋まつりのイベント内にて行われている）。2012年に女流棋士となった竹俣紅は、第1回大会で優勝している。

## 年代別棋戦
シニア名人戦
60歳以上のアマ日本一を決める大会。日本将棋連盟支部会員のみ対象。都道府県予選（所属支部の所在地から出場）の後、東日本大会と西日本大会を開催。両大会優勝者が、後日「東西決戦」を行う。なお、前回代表選手は出場不可。
全国健康福祉祭（ねんりんピック）
60歳以上対象。団体戦（3人）と、団体戦の予選敗退チームの選手によるブロック別個人戦を行う。他の大会と異なり、都道府県のほかに政令指定都市も独自に代表チームを派遣する。最高齢者賞（男女各1人）と高齢者賞（男女各3人）もある。代表選手の決め方は、各地で異なるようである。会場は各都道府県持ち回りで行われる。
全国青年大会
原則として35歳以下の社会人対象。各都道府県の青年大会（予選会）を勝ち抜いた代表選手4人が個人戦を行う。団体戦（3人制、補欠1人も登録可）も行われていたが、廃止された。以前は2日かけ行われていたが、現在は1日だけとなった。学生（全日本学生将棋連盟に所属していないことが条件）または36歳以上も各都道府県から1人だけ参加可。会場は2007年まで将棋会館の対局室だったが、2008年から近くの日本青年館に変更された。なお、代表選手を派遣しない（将棋の予選会をしていない）、あるいは青年団員でないと予選会に参加できない都道府県もある。

## その他
三浦三崎マグロ争奪将棋大会
同大会実行委員会主催。全国最大規模（定員400人）のローカル将棋大会。一般A級（四段以上）、B級（二段 - 三段）、C級（初段以下）、小学生の部、レディースの部の5部門。副賞として各部門優勝者や入賞者にマグロが贈呈される。
ペアマッチ将棋大会
フェアリープリンセス（女性将棋同好会）主催、東京アマチュア将棋連盟共催。男女ペア限定のペア将棋の大会。9月ごろに東京で開催。
全国障害者将棋大会
同大会実行委員会主催。
全国視覚障害者将棋大会
日本視覚障害者団体連合と開催都道府県の視覚障害者団体連合会が主催。日本視覚障害者団体連合組織団体の会員が対象のA級（有段者の部）、B級（級位以下の部）、非会員、初心者を対象にしたC級（初心者の部）、A級での優勝経験者からなるS級の4部門を行う。
升田幸三杯将棋大会
升田幸三名人杯将棋大会実行委員会主催。三次広域商工会・日本将棋連盟三次支部・三良坂町観光協会・三良坂町自治振興区連絡協議会が構成団体となり，三次市・三次市教育委員会・広島県将棋支部連合会・日本女子プロ将棋協会・アマチュア将棋連盟などが後援している。主管は日本将棋連盟三次支部・アマチュア将棋連盟中国ブロック事務局。将棋棋士・升田幸三の生まれた地である広島県三次市で8月末か9月初めに毎年開催。S級、A級、B級、C級、高校生の部、中学生の部、小学生（高学年の部・低学年の部）、女性の部、市内の部の9つの部門。プロ棋士を招いての無料指導や優秀者への賞品などに特色がある。
アパガード杯将棋キッズ団体戦
LPSA主催。毎年11月に行われる3人一組の団体戦。小学生以下3人で1チーム。「小学生以下」なので未就学児もメンバー登録可能。LPSA主催棋戦としては珍しく、小学生以下であれば男女を問わず参加可能。2013年、女子アマ団体戦が「アパガード杯」に名称変更した際に新設。毎年先着50チームの事前申込制でクラス分けはなく、チーム対抗のトーナメント形式で行われる。

## 不祥事

### AIアプリ不正使用事件
2023年6月、学生名人戦の決勝戦で勝利した人物が、対局中にAIアプリを使用していたことが発覚し、失格処分となった。